# Are Hunsager Andresen
Are Hunsager Andresen (9 de maig de 1979) va ser un ciclista noruec, professional des del 2004 al 2006.

## Palmarès
- 2004
  -  Campió de Noruega en contrarellotge per equips
  - 1r al Fana Sykkelfestival
- 2005
  -  Campió de Noruega en contrarellotge per equips
  - 1r al Gran Premi Ringerike